# 金起用
金 起用（김기용、キム・キヨン、きん きよう、1986年2月24日 - ）は、韓国の囲碁棋士。ソウル出身、韓国棋院所属、七段。BCカード杯新人王戦優勝、BCカード杯世界囲碁選手権ベスト4など。

## 経歴
オリオン杯準優勝、ヘテ杯3位。
2004年入段。2005年、二段、三段昇段、LG杯世界棋王戦に韓国代表として出場。2007年名人戦リーグ入り、韓国囲碁リーグ出場、三星火災杯世界オープン戦ベスト16。2008年BCカード杯新人王戦決勝で金昇宰を2-0で破り棋戦初優勝、同年SKガス杯新鋭プロ十傑戦で朴廷桓を2-1で破り優勝。2009年囲碁大賞新人棋士賞受賞、五段。2010年名人戦リーグ入り、BCカード杯世界囲碁選手権でベスト4進出し準決勝で李世乭に敗れる。
2011年BCカード杯ベスト16、OllehKT杯オープン選手権ベスト8、六段。2013年圓益杯十段戦ベスト8。2014年七段。
韓国棋士ランキングでは2007年22位。

## タイトル歴
- BCカード杯新人王戦 2008年
- SKガス杯新鋭プロ十傑戦 2008年

### 他の棋歴
国際棋戦
- BCカード杯世界囲碁選手権 ベスト4 2010年（○姜東潤、○韓雄奎、○朴昇賢、○安祚永、×李世乭）

国内棋戦
- 韓国囲碁リーグ
  - 2007年（GS Kixx）6-5
  - 2008年（蔚山デーアチェ）4-10
  - 2010年（Tブロード）8-7
  - 2011年（Kixx）7-6
  - 2012年（ネットマーブル）8-10
  - 2015年（正官庄）